# بخور مريم الروديوم
بخور مريم الروديوم (الاسم العلمي:Cyclamen rhodium)، هو نوع من النباتات المزهرة من جنس بخور مريم (Cyclamen) يتبع عائلة الزهريات (Primulaceae).

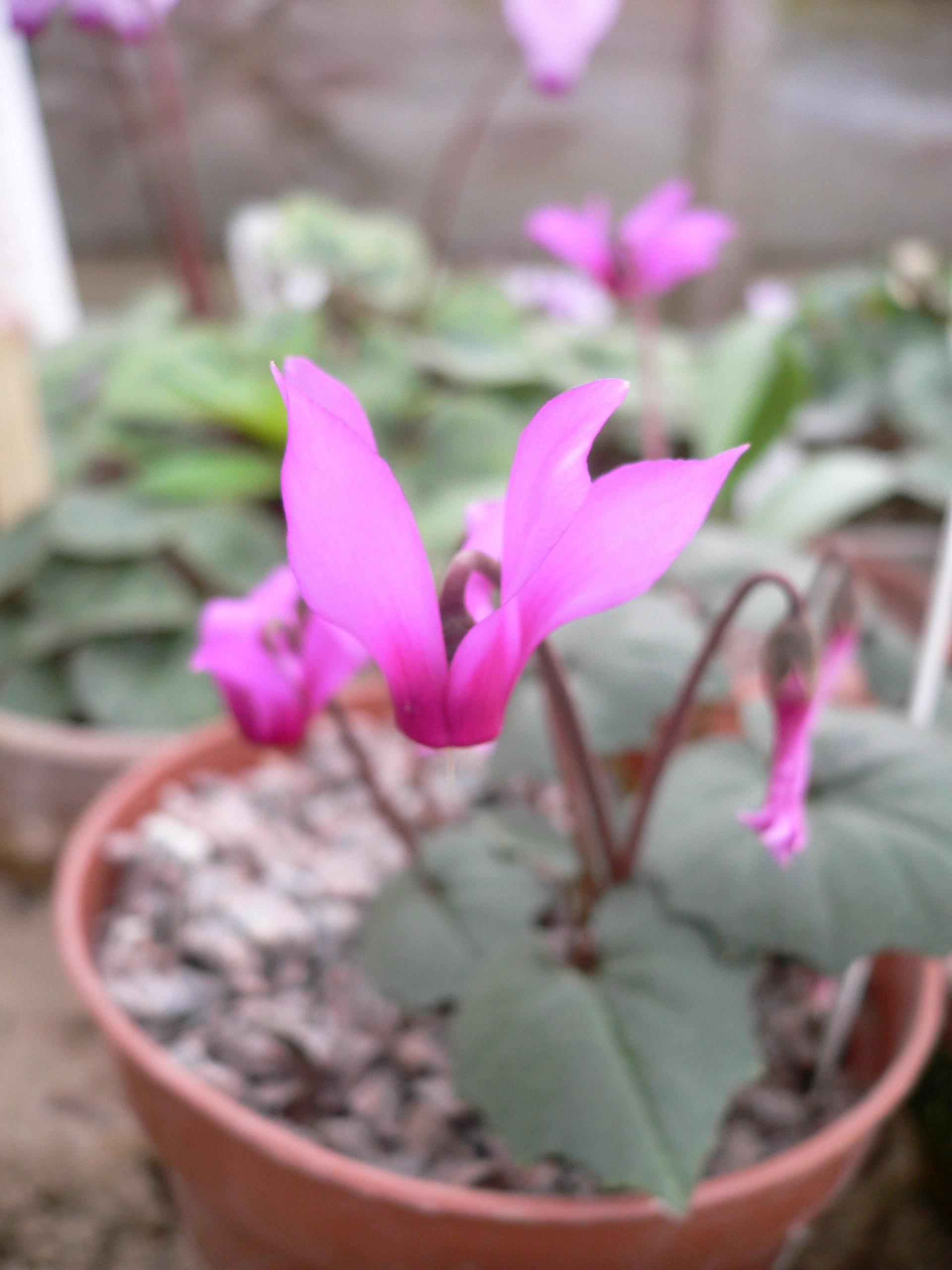
بخور مريم الروديوم

ينمو في المناطق المشمسة والساحلية، موطنه شبة جزيرة البيلوبونيز ورودس وجنوب غرب جزيرة كوس ومناطق أخرى من العالم، وهو نبات معمر درني يصل طوله إلى 10 سم بأوراق مرقطة على شكل قلب وأزهار وردية، لونها وردي قرمزي داكن عند القاعدة، تظهر في الربيع مثل كل زهور بخور مريم، تتكون الزهور من خمس بتلات منعكسة.